# New Kid in Town
Singles de Eagles
Take it to the Limit
(1975) Hotel California
(1976)
New Kid in Town est une chanson du groupe Eagles figurant sur l'album Hotel California sorti le 8 décembre 1976. Elle fut écrite par Don Henley, Glenn Frey et J.D. Souther. New Kid in Town est sortie en tant que single un jour avant la sortie de l'album, soit le 7 décembre 1976. La chanson s'est glissée à la première place des hits américain, et à la 20e place des hits anglais. Le 26 février 1977, elle atteint la première place au Billboard.